# Лазарев, Антон Павлович
Анто́н Па́влович Ла́зарев (29 мая 1990, Челябинск, СССР) — российский хоккеист, правый нападающий.

## Биография

### Клубная карьера
Начал карьеру в 2006 году в составе мытищинского «Химика», выступая до этого за фарм-клуб родного «Трактора». В дебютном сезоне провёл 11 матчей, набрав 1 (1+0) очко. В следующем сезоне в 24 матчах он набрал 6 (3+3) очков.
В дебютном сезоне Континентальной хоккейной лиги Лазарев сыграл 33 матча, набрав 7 (3+4) очков, в сезоне 2009/10 выступал как в КХЛ, так и в Молодёжной хоккейной лиге. Перед началом сезона 2010/11 был командирован в клуб Высшей хоккейной лиги «Рязань», спустя 12 матчей вернулся в МХЛ, где за оставшуюся часть сезона набрал 35 (15+20) очков в 32 матчах.
31 июля 2011 года руководство клуба приняло решение продлить соглашение ещё на два года, однако уже 2 сентября стало известно о подписании Лазаревым двухлетнего контракта с новокузнецким «Металлургом». 5 ноября в матче против нижегородского «Торпедо» Лазарев сделал свой первый хет-трик в КХЛ, принеся победу своему клубу со счётом 4:1.

### В сборной
В составе юниорской сборной России Антон Лазарев принимал участие в юниорском чемпионате мира 2008 года, на котором он вместе с командой стал серебряным призёром, набрав 7 (3+4) очков в 6 проведённых матчах.
В сезоне 2014/15 сыграл два матча за сборную России на Еврохоккейтуре.

## Личная жизнь
Отец, Павел Лазарев (1970—2018) тоже был хоккеистом, сыграл более 500 матчей за «Трактор».
Женат, есть сын Марк (2015).

## Статистика
| Легенда | Легенда                    | Легенда | Легенда                   | Легенда | Легенда    |
| ------- | -------------------------- | ------- | ------------------------- | ------- | ---------- |
| И       | Количество проведённых игр | Штр     | Штрафное время            | +/−     | Плюс-минус |
| Г       | Голы                       | П       | Голевые передачи          | О       | Очки       |
| -       | Статистика неизвестна      | —       | Статистика не учитывалась |         |            |

### Клубная
- a В «Плей-офф» учитывается статистика игрока в Кубке Надежды.

## Достижения
| Год  | Команда         | Достижение                                   | Достижение |
| ---- | --------------- | -------------------------------------------- | ---------- |
| 2007 | Россия (юниор.) | Бронзовый призёр Мемориала Ивана Глинки      |            |
| 2008 | Россия (юниор.) | Серебряный призёр юниорского чемпионата мира |            |
| 2011 | Россия (студ.)  | Чемпион Универсиады                          |            |
| 2016 | Салават Юлаев   | Бронзовый призёр КХЛ                         |            |

| Год  | Команда             | Достижение                    | Достижение |
| ---- | ------------------- | ----------------------------- | ---------- |
| 2011 | Мытищинские Атланты | Участник Матча всех звёзд МХЛ |            |